# Grenland

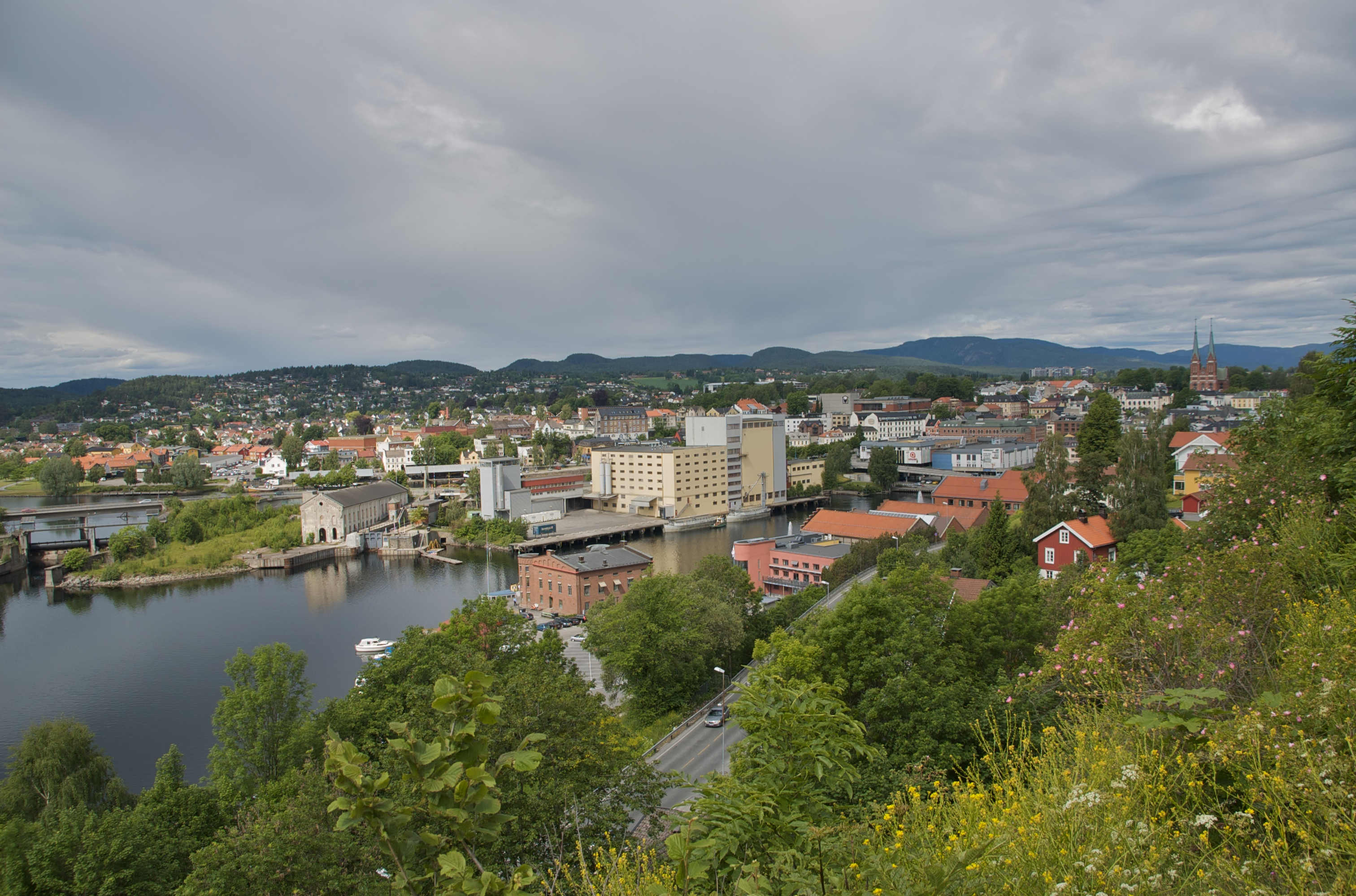
Vista del centro de Skien, Noruega

Grenland es un distrito tradicional del condado de Telemark, en la región de Østlandet, Noruega. Situado en el sudeste del condado, Grenland está formado por los municipios de Skien, Porsgrunn, Bamble, Nome y Siljan. Algunas veces los municipios de Kragerø y Drangedal son también considerados parte del distrito.
Grenland es el centro de un distrito tradicional más grande conocido como Nedre Telemark («Bajo Telemark»), que incluye también los municipios de Bø, Sauherad y Heddal.

## Grenland, Grænafylket y Vestmar
En los inicios de la época vikinga, antes de Harald Fairhair, Grenland constituía el reino de Grenland. Originalmente, Grenland era probablemente el nombre de la zona que rodea al lago Norsjø, en Nedre Telemark. Grænafylket (o Grenafylket) contenía además la región costera de Vestmar y las zonas del interior.
Se cree que el nombre Vestmar hace referencia al oeste del mar, aunque probablemente deba ser interpretado como fiordo, es decir, el Langesundsfjord. Vestmar ya era considerada una provincia en el siglo VIII.
El nombre Grenland deriva del pueblo de los Grener y significa «la tierra de los Grener».